# Kate Stoneman
Katherine Stoneman, més coneguda com a Kate Stoneman (Busti, Estats Units, abril del 1841 - Albany, Estats Units, 19 de maig del 1925) fou una advocada, professora i sufragista estatunidenca.(1)

## Biografia
Kate Stoneman nasqué a la granja familiar de Busti, comtat de Chautauqua (Nova York), a l'abril del 1841. Era filla de George Stoneman i Catherine Rebecca Cheney. La seua família es dedicava al negoci de la fusta i son pare, a més a més, fou jutge de pau durant uns anys. El seu germà George arribaria a ser governador de Califòrnia i el seu germà Edward jutge de la Cort Suprema d'Illinois.
Entrà en l'Albany Normal School (l'actual Universitat Estatal de Nova York d'Albany) el 1864, amb la idea de convertir-se en mestra. Mentre estudiava, treballà com a copista per al Tribunal d'Apel·lacions de Nova York.(1) Es llicencià el 1866 i va començar a ensenyar en el Seminari de Glens Falls. Va ser la primera dona presidenta de l'associació d'exalumnes i fou subdirectora de l'escola.

### Carrera legal
Després de preparar-se de manera autodidacta, Stoneman fou la primera dona que aprovà l'examen d'Advocats de Nova York el 1885. La seua sol·licitud, però, per a entrar al New York State Bar Association fou rebutjada en la primavera del 1886, pel fet de ser dona. Amb l'ajuda de sufragistes locals, presentà un projecte de llei per a permetre l'admissió de tots els sol·licitants qualificats, independentment de la seva ètnia o sexe. En pocs dies el projecte de llei fou aprovat i finalment signat pel governador David Hill. Stoneman fou admesa a l'associació d'advocats. El 20 de maig del 1886 era la primera advocada de l'estat de Nova York.
Dotze anys després, Stoneman estudià lleis formalment a l'Albany Law School. Va continuar ensenyant a l'Albany Normal School mentre estudiava Dret i treballava alhora com a secretària per a un advocat de l'àrea. Fou la primera dona a llicenciar-se en l'Albany Law School, al 1898. Va obrir un despatx a Albany des del 1889 fins al 1922.(2)
Va morir el 19 de maig del 1925.(1)

## Reconeixements
L'Albany Law School instituí el «Premi Kate Stoneman» el 1994, que s'atorga a dones que «hagen demostrat un compromís per a canviar i ampliar les oportunitats de les dones», i també fundà la «Càtedra Kate Stoneman» el 2000. La inclogueren en el National Women's Hall of Fame a l'octubre del 2009. El projecte Kate Stoneman Project, fundat per un grup d'advocades de Nova York, promou les dones en la professió legal.